# Tornade d'Elie au Manitoba le 22 juin 2007
La tornade d’Elie au Manitoba le 22 juin 2007 est la première tornade de force F5, maximum de l’échelle de Fujita, jamais rapportée au Canada. Cette tornade est aussi l'une des plus puissantes en Amérique du Nord entre 1999 et 2007, seulement une autre F5 ayant été rapportée durant cette période. La tornade d'Elie a touché le sol pendant environ 35 minutes et parcouru une distance d'environ 5,5 kilomètres le long d’un corridor de 300 mètres de large.
Générant des vents entre 420 et 510 km/h, elle a causé pour environ plus de 1 million $CAN de dommages. Le village d'Elie, situé à 40 kilomètres à l'ouest de Winnipeg, a été directement frappé et a subi les dégâts les plus importants,. La tornade n'a cependant pas fait de blessé grave ou de mort. Plusieurs bâtiments ont été détruits dont une maison solidement construite, complètement soulevée dans les airs avant d'être mise en pièces.
La tornade d'Elie est l’une de huit tornades qui ont frappé le Manitoba les 22 et 23 juin 2007, une fréquence inhabituellement élevée dans cette région : cela représente les deux tiers des tornades recensées dans cette province canadienne pour toute l'année 2007. Les dommages totaux pour ces événements sont d'environ 4 millions $CAN.

## Situation météorologique

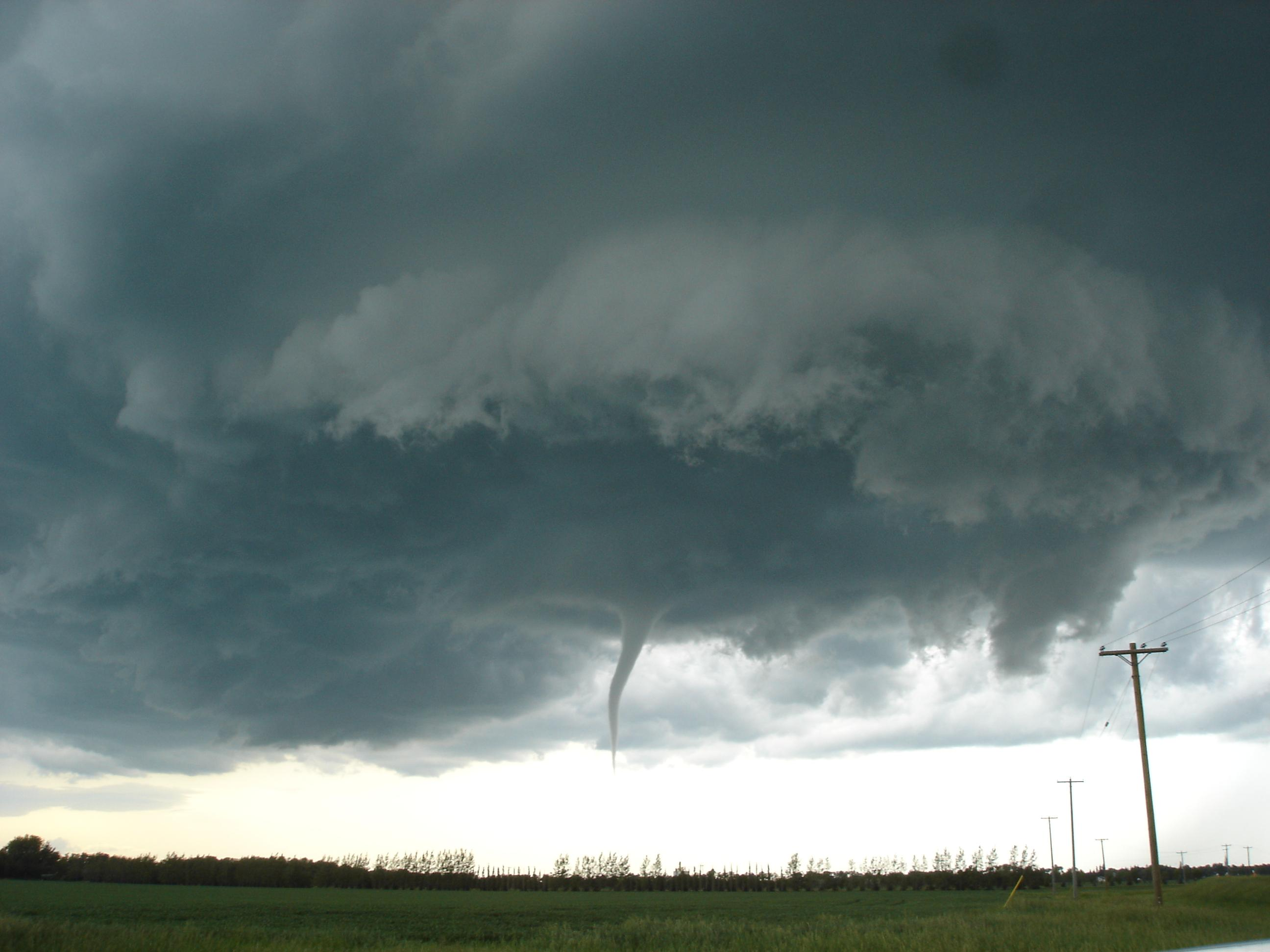
Formation du nuage en entonnoir

Le 22 juin, la situation météorologique à l’échelle synoptique était très favorable au développement orageux. Une dépression venant de la Saskatchewan est entrée dans le sud du Manitoba en soirée. Son front chaud s’est positionné juste au nord d’Elie au cours de la journée. La température est montée entre 25 °C et 32 °C et le point de rosée a atteint de 18 à 22 °C, très chaud et humide pour la saison dans le sud du Manitoba,.
Les radiosondages autour du Manitoba montraient que l’air était très instable et que le cisaillement directionnel des vents était important, donnant de grandes valeurs d’hélicité. Le tout était favorable au développement d’orages super-cellulaires avec rotation. De plus, l’hodographe d’un radiosondage supplémentaire fait de Winnipeg ce jour-là, soit tout près d’Elie, a permis d’enregistrer que le champ de vent entre le sol et 10 mètres d'altitude était de 90° ce qui correspondait à une forte probabilité de tornade selon une étude de 2008 par John M. Esterheld et Donald J. Giuliano,.
De tels orages se sont effectivement formés dans le secteur chaud au cours de la journée. Cependant, il aura fallu attendre tard en journée puisque la brise de lac autour du lac Winnipeg a fourni de l’air frais qui a empêché la température d’atteindre rapidement le seuil de convection, un peu comme un couvercle sur une marmite empêche les éclaboussures. C’est l’arrivée du front froid, au sud-ouest de la dépression, qui a servi de déclencheur, relâchant soudainement l’énergie accumulée.

## Déroulement des événements
La tornade a touché le sol vers 18 h 30 (23 h 30 TUC), juste au nord de la route transcanadienne, et s’est déplacée lentement vers le sud-est. Elle a d’abord soulevé un camion semi-remorque avant de tourner plus au sud et frapper Elie. Là, elle a gravement endommagé la minoterie, causant des dommages de plus de 1 million $CAN, avant d’atteindre le centre du village où elle a détruit quatre maisons et retourné des automobiles, projetant même une Chrysler Fifth Avenue sur un toit voisin,.
La tornade a fait du surplace environ quatre minutes, repassant au même endroit plusieurs fois, avant de tourner soudainement vers le sud et de se dissiper rapidement. Une vidéo prise durant les événements montre qu’une maison de deux étages a été soulevée à plus de 20 mètres dans les airs, est entrée dans le tourbillon et a été mise en pièces. La tornade avait été classée à l’origine de niveau F4 par le Service météorologique du Canada, mais cette vidéo a permis de la rehausser au niveau 5 de l’échelle de Fujita.
Dans le film, il est possible de voir également un camion de 0,75 tonne de marque GM, rempli de panneaux de gypse, soufflé à des dizaines de mètres. Au moins trois autres maisons sont visiblement détruites. Plusieurs autres bâtiments sont endommagés, dont la minoterie mentionnée antérieurement.
Deux autres tornades ont frappé ce même soir. La première à Oakville (49° 55′ 45″ N, 98° 00′ 14″ O), près de Portage la Prairie, qui s'est produite à peu près au même moment que la tornade d’Elie. Cette tornade de force F3 (vents de 253 à 330 km/h) a détruit plusieurs bâtiments de ferme et arbres. L’autre tornade a frappé Carman (49° 29′ 57″ N, 98° 00′ 02″ O), plus au sud.
Le lendemain, plusieurs tornades ont été signalées sur le sud et l'ouest du Manitoba. L'une d'elles a parcouru plus de 160 km entre Pipestone (49° 40′ 12″ N, 101° 10′ 01″ O) et Glenora (49° 15′ 07″ N, 99° 09′ 15″ O) au sud de Brandon. La tornade avait la force F3 quand elle a frappé la ville de Baldur (49° 23′ 07″ N, 99° 14′ 38″ O), 75 km au sud-est de Brandon, arrachant plus de 200 poteaux électriques et déracinant des centaines d'arbres dans le parc provincial de Spruce Woods. Les vents ont également renversé plusieurs tours de Manitoba Hydro et endommagé plus d'un millier de petites maisons.